# 2019冠狀病毒病臺灣疫情相關爭議
2019冠状病毒病台湾疫情相关争议，介紹2019冠狀病毒病臺灣疫情引發的相關爭議。

## 名稱爭議

### 世界衛生組織說法
- 2020年1月30日，世界衛生組織希望各國依照國際衛生條例第三條與2015年之建議，「新的人類疾病應該要用社會能夠接受的名字命名，不能對人或國家有冒犯性，也不能使用動物名字」，不要繼續使用「武漢肺炎」名稱。
- 2月12日，世衛正式命名此疾病為「COVID-19」。

### 中央流行疫情指揮中心說法
- 2020年1月15日，中央流行疫情指揮中心宣布此次疾病官方名稱為。
- 2月12日，中央流行疫情指揮中心表示由於「嚴重特殊傳染性肺炎」或「COVID-19」名稱不好記，為了方便溝通，即日起所發布情相關資訊，將COVID-19簡稱為「武漢肺炎」。[1][2][3]

### 台灣方面說法
- 2020年1月30日，明居正教授見到中共官方改名“武漢肺炎”為“新冠肺炎”，即預測到中共不只會模糊化武漢疫情源頭，推卸責任後，更會開始指控源頭來自國外[4]。
- 3月4日，中央研究院民族學研究所研究員劉紹華表示，「武漢肺炎」一詞已經出現了負面的隱喻與汙名效果。認為如果仍然不在意名稱，認為無關緊要，這樣的看法所突顯的可能正是對於汙名歧視欠缺敏感、不願花費力氣追求改變世人偏見的消極立場。「如果連這麼相對容易的一步都不願意邁出，要如何期待人類社會改變對於他者標籤與汙名歧視的不敏感乃至慣性呢？」[5]
- 3月16日，基進黨主席陳奕齊表示，因中國大陸隱匿疫情使得世界各國都陷入危機，而「新冠病毒和新冠肺炎」的名稱卻有利於中國大陸甩鍋，因此他強調堅稱這次的疫情為「中國病毒武漢肺炎」，提醒全人類疫情悲劇源於「具有中國特色的肺炎病毒」。[6]
- 3月19日，歐美研究所副研究員王智明發起聯署，呼籲政府和社會不該忽視「武漢肺炎」背後隱藏的歧視，獲得800多人響應，其中300多人來自學界，其餘的還有各行各業人士。王表示期待對疾病的稱呼可以有所討論、獲得社會共識。[7]
- 3月30日，民進黨許信良、洪奇昌建議政府全面停止使用「武漢肺炎」一詞，一方面對中國大陸釋出善意，表達文明進步價值；另一方面此舉無助使台灣加入世界衛生組織[8]。
- 3月31日，民進黨立委蔡易餘質詢提到，為了武漢肺炎防疫，行政團隊每天戰戰兢兢，但中華人民共和國外交部發言人耿爽要求正名為「新冠肺炎」、世衛組織幹事長譚德塞更說中國大陸防疫做了最好示範；他質疑這是中國大陸的大外宣，包裝的是北京政府不願替武漢肺炎向全世界抱歉[9]。行政院長蘇貞昌表示，疫情就是中國武漢開始蔓延的，其實有很多疾病，像是德國麻疹、日本腦炎、香港腳都有地名，中國大陸是因為對自己沒自信，才這樣弄，現在還進一步要大家感謝它，太過分會引起反彈[10] 。
- 3月31日，國民黨台北市議員羅智強質問中央防疫中心指揮官陳時中為何不遵照世衛指示與美、日等國作法，仍堅持使用「武漢肺炎」稱呼[11][12][13]。4月1日，羅智強援引許信良、洪奇昌勸阻政府一事。認為此事無關藍綠，更不是對特定政權示好。[14][13]。
- 4月2日，國立臺灣師範大學政治研究所教授范世平以蘋果日報網路民調結果指出，93％的受訪者認為「武漢肺炎」一詞不是歧視，只有5.7%認為是；如果不使用這個名稱，最合適的是「中國肺炎」有71.1％支持。認為羅智強的質問僅獲得少數支持[15]。
- 4月5日，獨立媒體人岳理認為，使用「武漢肺炎」與其說是對當地平民的歧視，不如說是控訴相關責任者及執政者。「非典型」、「新型」等中國大陸官方的命名思路，一來本身毫無信息增量，二來避重就輕，不具備社會討論脈絡。而這命名的曖昧性很可能使這個事件和責任方被淡忘，在未來消失。並希望武漢的事件需要一個命名，例如「武漢瘟疫大爆發」一類。因而不違逆民間希望記住、追蹤與檢討整個大型瘟疫事件的責任的情緒[16]。
- 4月9日，蔡英文前往台南永康視察陸軍砲兵第43指揮部砲1營，在致詞時以新冠肺炎稱呼疫情，引致媒體以「未以武漢肺炎稱呼疫情」為題進行報道[17]。
- 4月18日，台北市長柯文哲在議會備詢時，國民黨議員羅志強質詢：“對這一波席捲全球的疾病，你是稱新冠肺炎還是武漢肺炎？”，柯文哲回應“如果現在的話，要叫新冠肺炎，因為這是WHO的標準，標準名稱。”羅志強隨後追問柯文哲有沒有舔共，柯隨即回應：“不是啦，這個就叫國際標準，WHO這樣規定就這樣用，不用故意去講武漢肺炎，就照WHO的標準”[18]。
- 12月18日，中华民国行政院院长蘇貞昌对此表示，政府對於科學檢驗非常重視，用語上也會尊重各國家和地区的要求[19][20]。
- 2021年3月24日，前中华民国国防部长蔡明宪在以视频形式参加于阿联酋迪拜举办的“WION TV 全球高峰会”时，发言时谈及2019冠状病毒病时使用“武汉病毒”称谓。与会的香港新民党主席、香港立法会议员叶刘淑仪反驳了蔡明宪的发言，称“我不认为你应该这样称呼这个病毒”，要求蔡明宪及其他与会者不要再使用“武汉肺炎”一词，并表明立场，如果蔡明宪再次使用这样的词汇，她就会离开这场论坛。蔡明宪在会后接受采访时称，“武汉肺炎”绝无恶意，他能够理解“对中国有期待”的香港人会因此不满，但一般人称“武汉肺炎”，就像称日本脑炎、德国麻疹及西班牙流感一样，并无恶意[21]。

### 中國大陸方面說法
- 2020年3月4日，因為中华人民共和国外交部发言人赵立坚就中國病毒、武漢病毒名稱，稱「企圖讓中國背上製造疫情災害的黑鍋」[22]，在3月12日推特发文指责美军隐瞒疫情真相[23]等事件的影響，對於名稱的爭議，臺灣存在要求保留命名的看法。
- 3月5日，記者胡文輝分析北京政府以「新冠肺炎」卸責的四個步驟：一甩「武漢肺炎」，在世衛組織幹事長譚德塞聽命中國大陸之下把武漢肺炎改為新冠肺炎，不順從即反咬污名化。二甩武漢肺炎的「病毒源頭國」暗指不排除是美國等製造，或誣指臺灣。三甩「疫情爆發地」轉移病毒傳播中心至其它國家。四甩「疫情爆發的所有責任」，並要求世界該感謝中國大陸[24]。
- 12月18日，中国大陆各大航空公司先后公布消息，若搭乘两岸航班乘客所持有的核酸檢測證明带有「武漢肺炎」字样会被视为无效，将被拒绝登机及入境。

## 防疫政策

### 口罩管制

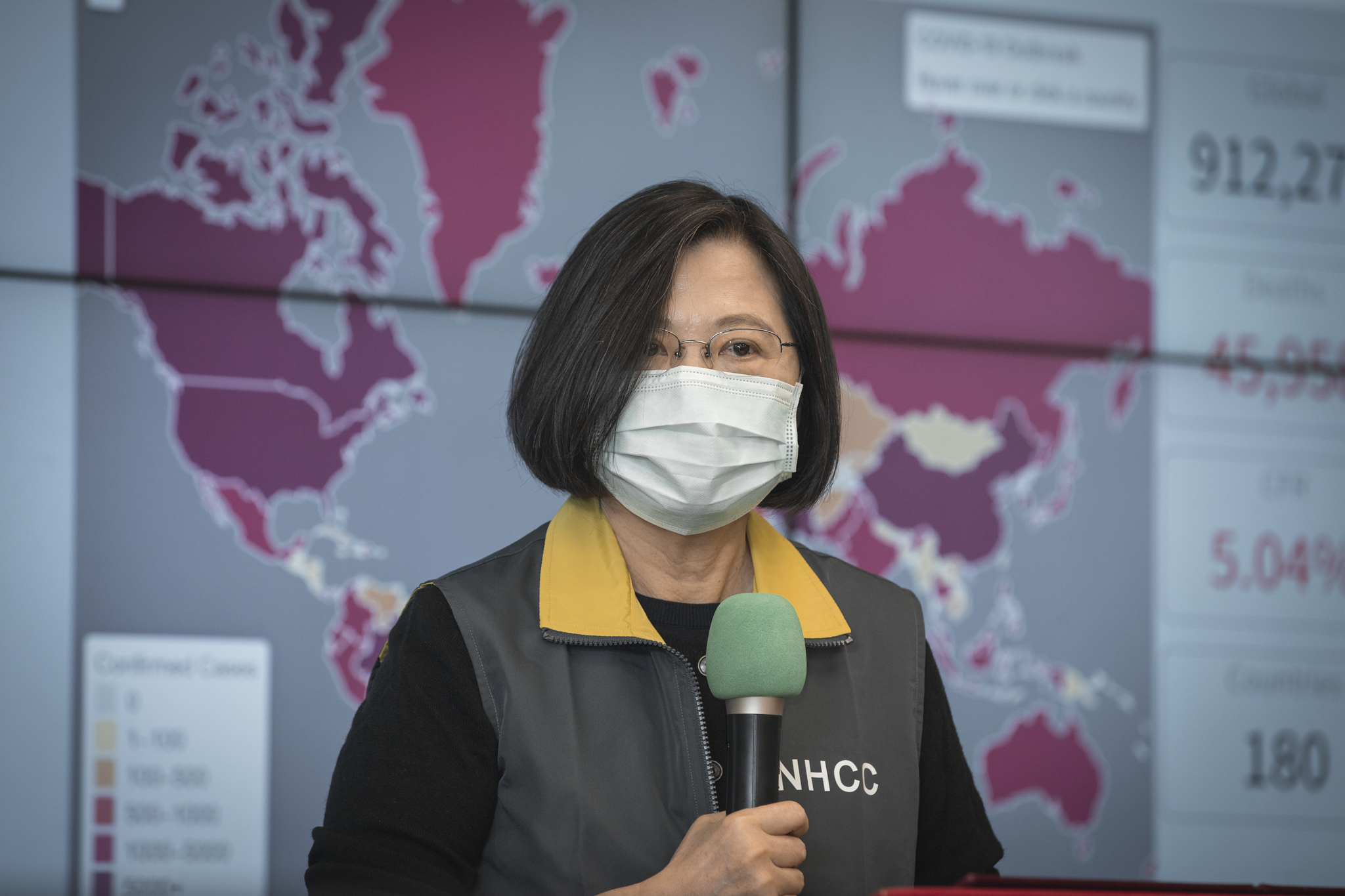
蔡英文總統戴口罩視察「中央流行疫情指揮中心」

在疫情最初主要侷限在中國大陸時，世界各地都有人大量購買口罩希望捐給武漢，然而有台灣人向中国大陆寄口罩的做法引起热议。中華民國政府在1月23日，即宣布禁止口罩出口，此舉引起中國大陸人民不滿，將此舉與台灣捐10萬副口罩以支援澳洲森林野火，和日本民間捐100萬副口罩給武漢聯繫起來，認為台灣此舉「缺乏人道主義精神」，微博話題"#台灣#"於1月26日以近60萬熱度衝上微博熱搜。
前中華民國總統馬英九起初認為應該把口罩運到中國大陸去，因為「中國大陸的疫情穩定，對我們是有幫助的」，29日改口認為在自己供應無虞的情況下再來出口比較合適，不過國際合作是大趨勢，尤其碰到這樣疫情全世界都擔心，能盡可能合作應該是正確的方向。高雄市長韓國瑜表示防疫期間口罩禁止出口，未必是個聰明的決定。台北市長柯文哲認為這方面問題應該理性務實，需先知道台灣口罩庫存量、產量多少。中華民國副總統當選人賴清德在臉書發文主張支援中國大陸的疫情，引起綠營支持者議論。前立委林濁水則主張直接捐贈口罩給武漢。前中國國民黨副祕書長蔡正元要中國大陸「回敬一些禮物」，同樣引起熱議。統派名嘴黃智賢認為這種做法「沒有良心」。
也有其他公眾人物對政府的措施表達不滿，如台灣歌手范瑋琪、現居中國大陆的歌手楊培安。中國大陸商人汪小菲表示，妻子大S在日本找到1萬個口罩，將發往武漢。小S也發文表示支持，汪小菲事後也表示提供臺灣1萬副口罩，五千個放在台北s hotel給員工還有客人免費使用，另外五千個由汪小菲住家附近的里長捐給里民。在北京讀書的佛光山釋慧固法師在臉書貼文圖批，台灣的禁口罩令“令人感覺寒心”、“人性就是狗屁”，並表示佛光山法師們正製作口罩送到中國大陸，引發爭議。事後佛光山回應，僧團製作這些口罩是為了不時之需，並無對外捐贈。
在口罩開始管制時，由台灣基進與民間人士發起的罷免韓國瑜活動，推出民眾只要到連署書收受區簽名連署，即可免費獲得一副口罩。引發泛藍陣營召開記者會認為此舉是公然煽惑民眾，並質疑「台澎金馬的口罩短缺，罷韓團體的口罩是從何取得？」。隨後民進黨籍的高雄市議員林智鴻與黃文益說明口罩來源合法，無須質疑。全台口罩開始搶購後，高雄市議員參選落敗的張為盛和幾個里長等人發送口罩後遭高雄市調處約談，引發泛藍陣營與部分網民的質疑。
之後隨者疫情在各國傳播，口罩在世界各地缺貨，價格也水漲船高。據2019年的海關數據，台灣的口罩以進口為主且大幅度依賴中國大陸，數量遠超過出口量，因此有些人認為管制口罩出口是合理的措施。而口罩最大生產地的中國大陸亦爆發不同政府機關之間的扣留口罩事件，因此捐贈口罩是否能有效幫助中國大陸人民也有了爭論。
雖然中華民國政府已禁止口罩出口，但2月仍批准出口N95口罩38萬3000片、一般口罩1074萬9000片，至英國、阿根廷、德國、日本、中國大陸與香港。3月12日，台灣解禁布口罩出口，另外每人成人口罩一週可買3片、兒童口罩5片。該月中旬，台灣口罩產能每月平均已提升到1000萬片，並與美國達成協議，以每周提供10萬片口罩，來交換只有德國杜邦生產的30萬件防護衣原料，作為供應台灣醫護人員所用。在提供40萬片口罩給美國後，4月中旬，美方承諾防護衣原料有15萬件運抵臺灣。經查，這筆30萬件防護衣的合約，是在2月底就已敲定，而且是「交易」而非「交換」。行政院於2月25日會同工業局、疾管署等單位，確定這筆交易。
對於徵收和配發，台灣人權促進會會長周宇修等人在二月中曾撰文指出口罩實名制違反《全民健康保險法》、徵用超商和藥局配售口罩違反《傳染病防治法》。原先以國內防疫為由強制向廠商徵收口罩，在四月開始捐給外國的做法也引起學者質疑。
然而防疫初期為了國內防疫，強制向廠商徵收口罩，四月卻將口罩用於外交，此機制是否合宜引起學者質疑。

### 宗教活動爭議
農曆三月是台灣媽祖遶境的季節，又以大甲媽祖遶境進香等宮廟繞境而聞名。有外界質疑遶境期間多人共行、同車、共食、打通鋪共寢等近距離接觸問題，加上韓國與香港也發生參加宗教活動而發生群聚感染事件，媽祖遶境這類大型宗教活動是否要如期舉行引發討論。
大甲鎮瀾宮董事長顏清標2020年2月26日表示，大甲媽祖遶境活動在政府未建議前擬如期籌辦。但首次取消千桌起駕宴、媽祖之光晚會及在新港奉天宮的祝壽大典，避免人群密集接觸，節省下來的經費率先捐贈新台幣3000萬元給疫情中心，提供政府做防疫使用，並於沿途加設防檢站進行防疫管理。亦不提供鑽轎腳及摸轎腳等活動以避免人群聚集。提議大家設香案歡迎媽祖，在遠處雙手合十，也可以表達誠心，無法到場者也可以透過直播跟隨媽祖。內政部同日表示與廟方持續溝通中，請各宗教團體隨時注意疫情發展，務必要做好延期舉辦的備案。2020年2月27日上午，大甲鎮瀾宮副董事長鄭銘坤宣布遶境活動延期舉辦；同日，白沙屯拱天宮也宣布媽祖徒步進香延期舉行。
另外，「桃園龍德宮四媽祖」仍遵從傳統自2020年2月23日起展開8天7夜的遶境活動，讓民眾相當憂慮
。龍德宮在2020年2月27日發出聲明將遶境8天行程縮短為6天，提前結束進行一半的繞境行程。

### 侵害人權爭議
2020年3月時有些政治人物和學者擔憂部份防疫政策過度侵犯人權、且部份行政命令沒有法源依據；「防疫視同作戰」的口號造成各種嚴厲手段無限上綱。台灣人權促進會會長周宇修等人指出用手機位址追蹤居家隔離人員是否外出違反《通訊保障及監察法》。為了找出感染源，疫情指揮中⼼結合資安處、警政署、電信公司調閱通聯紀錄和路⼝監視器，但通聯紀錄通常要有刑事犯罪對國安重大危害嫌疑才能向法官申請核准後調取，路口監視器則需依警察職權⾏使條例調閱。政府援引《嚴重特殊傳染性肺炎防治及紓困振興特別條例》第7條作為各種限縮自由的依據，中華民國憲法學會副秘書長葉慶元認為其構成要件「為防治控制疫情需要」空泛、授權手段「必要之應變處置或措施」不知所云，並認為政府的作為正如在司法院690號解釋（有關SARS防疫措施之法源依據）時，許宗力大法官的部分不同意見書中提到的「專業濫權」、「整肅政治異己」、「種族偏見或歧視」。

### 提案暫時凍結部分防疫特別預算
2020年3月9日，立法院財政委員會審查「中央政府嚴重特殊傳染性肺炎防治及紓困振興特別預算案」。其中第27案由國民黨立委翁重鈞所提，以希望錢用在刀口上，暫時凍結新台幣600億元特別預算的80%，由於連署人數不足僅有提案人與曾銘宗、賴士葆簽名附議。曾銘宗澄清指出，嗣後因有不同看法，已經於立法院審議前撤案。此案提出後引發一番輿論爭議。

### 觀光局主管公器私用
2020年3月20日，交通部觀光局的桃機旅客服務中心主任張維庭派駐桃園機場的員工，奉命接待觀光局主任秘書林坤源返台的兒子，28日兩人確診，29日該名員工的5歲小孩確診。
3月29日，交通部長林佳龍表示憤怒，要求此案要在24小時內調查清楚，交通部政務次長王國材在3月30日證實，林坤源沒有請假單，以口頭請假報備。交通部同時調查發現觀光局主管公器私用，於3月30日決議撤職並降調接受後續調查。而服務中心主任張維庭違反一般旅客服務原則及防疫規範，尤其派駐桃園國際機場旅客服務中心，對於防疫期間未能克盡職守，核予「一大過」之處分，事後林坤源、張維庭兩人受訪時口徑一致強調沒有「接待」，試圖撇清責任並把責任推給那名染疫員工。

### 提升指揮官層級爭議
2020年3月25日，立法院台灣民眾黨黨團總召賴香伶指出，部分防疫措施閣揆蘇貞昌與中央流行疫情指揮中心指揮官陳時中的說法不同，指揮中心似乎已無法掌握情勢發展，指揮官層級是否應提升的相關疑問。此番言論引發外界譁然，認為民眾黨有意撤換指揮官。3月26日，台灣民眾黨主席柯文哲、發言人楊寶楨都出面澄清沒要求撤換陳時中，昨日意見對事不對人。

### 普篩爭議
2020年3月21日，在中央流行疫情指揮中心記者會中，有記者詢問，在三、四月間對比韓國、德國等地的普篩做法，台灣應進行大量篩檢，過濾出無症狀感染者，確認沒有社區感染。對此陳時中回應說，普篩可能會讓有些人在做篩檢時因病毒量不足而驗出「偽陰性」，反而導致過幾天病毒量增加以後讓被感染者有誤判情形，進而增加傳播、感染等風險。若民眾有特定風險的情況才做篩檢，也以利後續進行適當的分流和隔離。
2020年4月10日，立法院進行施政總質詢時有立委提問，是否考慮進到機場的人先做快篩檢查，有問題再做PCR確診。時任交通部長林佳龍回應說，快篩可能造成有些其實有病的患者人因偽陰性以為沒有被傳染，而四處走動，增加傳染風險。
2020年4月23日，時任高雄市市長韓國瑜提出，先要為第一線醫護約4000名做採檢，再爲5000名相關第一線夥伴含里幹事、環保及民政等人員做篩查。中央防疫指揮中心揮官陳時中反問：全面篩檢，篩了以後要做什麼？疫調有必要性嗎？要不要普篩，要由科學基礎判斷及掌握資源利用的有效性。陳時中批評說，沒規定不能採檢，但不能用公務防疫物資去採檢，要控制好檢驗的量能，遇到突然狀況才有餘裕可處理。任何人要做篩檢都是個人自由意志，但不符通報就不能用公務資源。時任行政院副院長陳其邁表示，目前武漢肺炎在台盛行率低，若普篩會有偽陽性的問題，篩檢可能還是選擇高風險族群…要尊重專家意見，疾管署專家會議會做最好的疫情評估跟判斷，也許「順時中」順著疫情指揮中心的作法，是比較一致性的作法。
高雄市部分基層醫護亦反對此事，並由台灣醫事行動聯盟發起連署，6小時內已有2千580名醫護人員連署反對。該聯盟指出，「一、目前台灣疫情，一線醫療人員只要由醫師判定，本就可以進行篩檢。而普篩根本沒有必要，會造成檢驗能量的浪費。二、市府對篩檢方式或實際篩檢對象皆含糊其詞，但所有檢查皆非百分之百。偽陽性的狀況必定造成多餘的醫療人力浪費（一個偽陽性要有幾十甚至幾百人居家隔離），也可能讓臨床人員輕忽反造成防疫破口。請問高雄市政府除了籌措資金外，對於屆時普篩造成的後續效應，做好準備了嗎？」該聯盟認為， 高雄市政府應配合中央防疫政策，取消針對高雄市一線人員的普篩，將籌措資金用於充實各醫院防疫物資存量。此外，由防疫、公衛及感控人員組成的專業團隊來評估封城演練的必要性及施行細節，不要為了博取鎂光燈而勞師動眾，浪費更多資源和行政人員的時間。對此，高雄市衛生局表示尊重醫護人員意願，普篩並非強制性。韓國瑜表示，他經兩度座談聽取醫界心聲，感念第一線4000多名高風險醫護人員從大年初一辛苦防疫，出於「感恩的心」由市府撥發經費對他們全面篩檢，且採自願制，並非強迫，還須報請中央同意。
2020年5月29日，疫情降溫，但普篩聲浪未減。有媒體社論提到應對台灣民眾進行普篩。對此，中央流行疫情指揮中心專家諮詢小組委員李秉穎回應說，當對於社區中病毒流行狀況不了解，需要透過廣泛性檢查找出沒有被辨識出來的感染者，以免病毒進一步擴散時，才會需要普篩。他強調，普篩目的在於找出沒被找出的感染者，專家諮詢委員會幾經思考，決定擴大採檢條件。舉凡司機、旅館從業人員出現類似症狀都要檢驗，醫事人員更是連「咳一下也檢驗」。台灣的作法其實就是在做普篩，但是針對有一點點風險症狀者採檢，至今做了至少上萬例不符合通報病例者採檢，還是沒有找到潛伏感染者。既然如此，再對大批健康者做檢驗，在臨床上是沒有意義的。
同日，中央流行疫情指揮中心表示，經蒐集國際間執行新型冠狀病毒肺炎全面篩檢國家初步調查結果，多數國家篩檢方式以抗體檢測為多，篩檢陽性率大多小於10%，遠不及以群體免疫力(至少50%民眾具有抗體)形成的防護網；另單一時間點檢測抗體盛行率可能有偽陽性情形，導致民眾自認已具保護力而疏忽自我防護措施；此外，抗體檢測陽性者是否具有保護力及維持時間仍待後續研究釐清，因此在有效疫苗成功發展與接種前，需藉由民眾健康行為以積極因應次波疫情所造成的衝擊。另有關核酸檢測的調查結果，即使在疫情嚴峻國家也僅5%以下，故在台灣疫情控制良好狀況下，目前並無實施普篩之必要性。
中央流行疫情指揮中心李秉穎專家諮詢小組委員提出，普篩的用意是當對於一個社區病毒流行情況不了解下，需要廣泛性的檢查，以免病毒再擴散出去，但是台灣不需要，因為連續47天無本土病例零確診，可說是全世界第一。台灣是沒有新冠病毒存在的，會有感染病例一定是從境外移入。現在防疫重點是要防堵來源是境外移外可能病毒，而不是去找本地根本不存在的病毒。核酸檢驗比較貴、比較費時，而抗體與抗原檢驗有準確性的一些缺點…這樣反而會造成困擾，在社區並無任何病毒存在情況下做此檢測，其中會有一些人是陽性，接著要做接觸者追跡與調查，結果可能是偽陽性。所以是不需要做普遍篩檢。
2020年6月24日，日本政府通報一名20多歲日本女學生於機場入境時被檢驗出新冠肺炎陽性確診。雖然根據日方檢驗結果卻認為弱陽性，研判不具感染力，但也因此又讓普篩、廣篩等聲浪再起。對此，中央流行疫情指揮中心發言人莊人祥表示，根據先前華航紐約回台班機經驗，決定不普篩，維持有醫師懷疑才可採檢的政策。他表示，2020年3月30日曾有一架美國紐約返台班機，因機上多人相繼確診武漢肺炎，因此指揮中心對全機人員進行採檢，最後發現只有12名有症狀者為陽性，其餘無症狀者均為陰性，這就是指揮中心不普篩的決策根據。目前全世界還沒有國家進行全面性的普篩，韓國之所以採檢個案這麼多，主因仍是韓國確診個案多，「隨便篩隨便有」，而台灣每天檢驗量約為110例上下，但近期並沒有社區的個案，因此通報的個案數也隨之減少。對於外界質疑台灣採檢量過低，莊人祥回應，台灣每驗到1例確診病例，通常會額外再驗160、170例，以這樣的檢驗量已算相當多。。

### 醫護過勞爭議
防疫期間醫護被要求大量加班、限制休假和出國，然而中央政府卻僅提供少量的獎勵金。2020年4月中，台北市醫師職業工會、台北市立聯合醫院企業工會及台灣醫事檢驗產業工會抗議防疫獎勵金細部制定並不明確，而且獎勵範圍未納入放射師、呼吸治療師等醫事人員。至四月底，台北市醫師職業工會指政策，原先說的醫師每日、護理師每班一萬元津貼其實是多人共分，每人實際領到的有些還不到一千元，比17年前SARS期間還少，甚至低於最低工資。

### 彰化縣衛生局主動篩檢爭議
2020年8月17日，彰化縣衛生局長葉彥伯主動採驗無症狀居家檢疫者，而後被檢疫者確診感染新冠肺炎，由於不符合指揮中心篩檢作業程序，中央流行疫情指揮中心指揮官陳時中同日下令政風處調查此事。 8月18日，指揮中心發言人莊人祥強調，「這次調查並非衛生單位有錯」，主要為釐清依中央規定無症狀不採檢，為何地方衛生局採檢，再者是釐清還有多少無症狀者也採檢。

### 校正回歸
2021年5月22日，中央流行疫情指揮中心公佈台灣新增323例本土確診病例，另有400例本土個案為校正回歸上週各日個案，引發爭議。陳時中回應外界質疑「蓋牌」時稱，這是「掀牌」。6月1日，陳時中表示，預計不再公佈校正回歸數目。

### 急診無法就醫
2022年5月，本土疫情延燒，導致國內醫療量能持續緊繃，急診室天天呈現大爆滿現象。快篩陽性無症狀衝急診，影響到急診急重症就醫權益。

## 邊境管制

### 境外生無法入境
中華民國政府因應疫情於2020年1月26日出台境外生暫緩來台政策，致使2萬6000多名境外學位生滯留在外。即使4、5月以來東亞疫情已趨緩，但境外生遲遲無法入境，遭受到學業和生活上的種種困難。

### 隔離地點是否公佈
2020年2月2日，台灣將滯留武漢的台灣人與陸配撤回台灣的隔離安置地點衛福部長陳時中原不公開，但台北市長柯文哲在接受媒體採訪時說出台北市安置場所，引起爭議。同日衛生福利部部長陳時中表示不排除開罰。
2020年2月3日，柯文哲接受訪時表示台北的收容地點需要北市府支援醫療人力、警衛、後勤補給，幾百人在一個收容所，不可能家屬不知道，周邊居民不知道，甚至去支援的人都不知道。柯文哲認為，與其遮掩躲藏，不如公開透明，並點名陳時中，認為如果陳時中要開罰，「那你就先跟我講，什麼是我可以講的，什麼是我不能講的」、「不然衛福部給我們台北市公文，上面就給我註明密件」。同日指揮中心應變監測官莊人祥表示，對於柯文哲說出隔離場所，指揮中心就是依規定辦理，「沒有說要罰他。」至於隔離地點，莊人祥表示「也沒說一定不公布」，指揮中心內部會再研議後續做法。而依據「指定徵用設立檢疫隔離場所及徵調相關人員作業程序與補償辦法」第四條，設立機關為地方政府，應「依指揮官指示」，公告隔離場所，也就是說公開應依照指揮官的指示

。

### 陸配子女無法入境
自中國大陸疫情全面爆發後，中華民國政府於2020年2月6日起宣布暫緩中國大陸（含港澳）人士入境。而部分陸配子女因不具中華民國國籍，只能以專案長期居留或專案探親居留等方式留在台灣。他們多年來讀書、生活都在台灣，也有健保身分，卻因此無法返台。台灣大陸委員會基於家庭團聚及人道考量，於2020年2月11日宣布「持長期居留證或長期探親的國人陸配、中國大陸子女，准予入境」。嗣因網民反對聲浪，陸委會主委陳明通當天召開記者會，宣布只有符合「在中國無人照顧」及「未成年」兩個條件才能入境，且要專案申請，並於2020年2月11日深夜緊急發布，另增加「父母雙親都在台灣」的條件。然而，防疫指揮中心指揮官衛福部陳時中部長於2020年2月12日以「國人優先」的名義宣布如果陸配子女不具中華民國國籍，仍滯留在中港澳地區者，不同意入境。2020年5月19日，陸委會以書面回覆媒體提問指出，目前中國大陸恢復內部交通及人流往來管制措施，尚待密切觀察，陸委會與指揮中心將持續研議相關配套作為。為向政府爭取開放陸配子女盡快返台，2020年6月18日下午1時，約30名由陸配夫妻所組成的「台灣滯陸孩童父母自救會」赴指揮中心集合，共同觀看2時舉行的記者會，並在現場進行簡單的訴求陳述後，步行到行政院陳情。2020年6月17日，陸委會表示已研議提出各種擬處解決方案，但如何解禁涉及台灣防控措施、國外整體疫情專業評估、解封恢復常態生活的管理等因素，相關方案正在進行跨部會討論。

### 境外移入獵巫爭議
2020年2月初武汉返台包机，引發台灣民眾對台商與陸配強烈排斥。後2020年3月國內新冠肺炎確診多半為境外移入病例，導致不少返台的海外留學生在網路上無辜遭受言語謾罵。甚至認為都是海歸害台灣確診爆增。

### 白牌車司機爭議
第一例死亡的白牌司機沒有出國歷史且接獨人員繁雜，防疫中心認定的感染途徑為：浙江台商→司機→家人。然而台商的父親致電談話性節目，說台商的家人以及和他坐在一起搭飛機回臺的同事都沒有感染，對防疫中心的判斷提出疑問，卻遭防疫中心以違反傳染病防治法第63條為由函送偵辦。該名司機接待的其中一名乘客是從當時已有疫情的日本返台，但防疫中心卻只檢驗三名自中國大陸返回的乘客，對此，疾管署以「個案隱私」為由拒絕向媒體說明判斷原則。司機確診後隔天，其外甥女婿也確診，媒體質疑兩人發病日僅差一天，是否代表有其他社區感染源，張上淳僅說，「潛伏期僅適用多數個案，偶爾還是會有例外」；然而在第44例中，指揮中心卻又用「2人僅差1天，感染機率很低」為由，說明該案是境外移入，而不是在台感染後才出國傳染給隔天出現症狀的國外友人。
案88最初公布其發病日為2020年2月14日，當日個案正要出國，但後來發病日期改為2020年3月6日，判定為境外感染，理由是2020年2月14日僅有咳嗽，2020年3月6日才發燒。然而記者追問咳嗽也是症狀，其他案例是否也都應該改以發燒認定，指揮中心只回答「個案判定」。第268案沒有出境史，在2月28日就出現症狀，就診六次，卻在一個月後才確診。這些證據讓一些人懷疑台灣其實已有許多未知的境內感染。前疾管局長蘇益仁參照外國經驗，認為台灣不可能沒有社區感染。

### 禁止部分職業出境
2020年2月23日禁止醫事人員出境，遭法律學者指出《醫療法》、《醫師法》和《傳染病防治法》皆未明確授權限制醫事人員出境，若將「遵從主管機關指揮」擴大解釋為包括限制出境，亦不符合比例原則。
2020年3月禁止國高中以下師生出境遭臺北市議員苗博雅、台大法律系教授林明昕、長庚大學醫務管理學系副教授林欣柔等人批評沒有法源依據，且治標不治本。而湖北台商無法回台，或違反憲法保障的遷徙⾃由，雖然防疫⽬攸關公益，但歐洲和美國的疫情更嚴重，卻仍可以入境後再隔離。

### 違反居家檢疫規定
2020年2月25日，一名男子自北京返臺，應居家檢疫至2020年3月10日，卻於2020年2月27日失聯，直到28日新竹縣政府公告姓名後才主動前往新竹縣六家派出所報到。2020年3月3日新竹縣衛生局依違反居家檢疫規定對他開罰百萬罰鍰，為新制法規（《嚴重特殊傳染性肺炎防治及紓困振興特別條例》，於2月27日起生效）公佈以來的最高罰款。
2020年3月11日，台北市政府開罰100萬元並將男子移送高雄集中檢疫場所安置。一名從廈門入境的男子未配合填寫資料，經機場協助到防疫旅館入住後，政府有關單位查訪卻不見人。
2020年3月12日，桃園市一名居家檢疫者無視規定，4次外出遭警察單位查獲，桃園市政府衛生局今天除了祭出鐵腕重罰新台幣100萬元罰鍰外，也將違規民眾強制安置於檢疫處所。
2020年4月1日，台北市衛生局重罰1位自北京返台的男子100萬元，為台北市第2例因違反居家檢疫規定而遭重罰的對象。該民眾入境後隨即失聯，於衛福部「入境檢疫系統」線上填寫之手機門號還是空號。2020年3月22日民政及警政人員去該民眾住家確認情況，確定該民眾未依規定於住所檢疫，便通報失聯。台北市內的某間網咖被市警局所尋獲，因其失聯79小時。
2020年9月間，康軒文教事業董事長李萬吉遭投訴未配合居家檢疫政策進行外出，新北市政府衛生局對李萬吉裁罰新台幣100萬元；其後發生康軒文教事業某女員工非自願離職，但最終勞資雙方成立調解。

### 檢體錯置事件
2020年10月13日，疾管署通报新增1例境外移入病例，為台湾籍40多歲男性（案号530），2020年2月至中國江蘇昆山市工作，2020年10月1日出現流鼻水及有痰等症狀，僅自行買藥服用未在當地就醫，其辦公室有另2名同事有感冒症狀，亦自行服藥未就醫。個案2020年10月11日返台休假，因入境時有咳嗽、流鼻水及鼻塞等症狀，於機場進行採檢（Ct值僅26），並於13日確診。14日下午，疾管署邮件回覆确认该個案12日核酸检测报告结果为阴性。中国江苏昆山市疾控中心亦于13日連夜对其所在企业进行环境监测和消杀，对企业所有应检人员进行血清和咽拭子采样检测，共采集样本1,970人，结果均为阴性；共排查出密切接触者40名，血清和咽拭子检测结果均为阴性。
2020年10月28日，经疾管署確認，案530其病毒陽性之唾液檢體，應為同日自法國入境之案536檢體，將案530自確診病例移除，原案號（530）以（空置）處理，並同步通知中方與世界衛生組織IHR窗口有關此案例之處置。事发后，中央流行疫情指揮中心指揮官陳時中並未就此公開道歉，但陳時中仍強調中国大陆仍爆發零星個案，台湾必須維持高度警戒。陳時中会上还表示，否認錯置與檢驗人員過勞有關，也不會懲處實驗室，但會建置進一步防錯機制，鼓勵增加實驗室人力，強化實驗步驟中的檢體比對。也有舆论认为，这等同“还大陆疾管单位一个公道”。2020年10月29日，中国大陆国台办发言人朱凤莲回应记者提问时表示，民众生命健康不是儿戏，病例确诊应科学严谨，“不能掺杂政治因素，更不能成为政治操弄的工具”。朱凤莲亦在回应中强调，此次从江苏昆山回台湾的台商被台湾方面错误确诊，既对该名台商造成困扰和伤害，也使昆山市耗费了大量人力物力连夜进行2000人次的核酸检测和环境消杀处置。她最后表示，希望台湾有关方面引以为戒，秉持严谨的科学态度和专业精神，才是疫情防控的应有之道，更要求疾管署向该名台商真诚道歉。

### 紐西蘭機師咳嗽不戴口罩
長榮航空一名紐西蘭籍機師（案765）確診新冠肺炎，然而他早已出現咳嗽症狀卻不戴口罩，甚至在自主健康管理期間密切接觸女性友人（案771），違規進出百貨公司、大賣場、車站等公共場所。疫調也不誠實交待足跡。屢次違反防疫規定，造成2名同事及1名友人感染，也讓台灣零本土案例紀錄在253天止步。針對該機師不當行為，長榮航空於2020年12月23日因其違反相關防疫規定及傳染病防治法，並造成公司商譽受損，將其即日免職。中央流行疫情指揮中心針對國籍航空機組員染疫事件，經與航空公司共同檢視現行公布的「國籍航空公司實施機組人員防疫健康管控措施作業原則」，發現機組員在機艙內及外站管理上尚有待加強之處，要求民航局及航空公司研議如何強化現有航空檢疫措施。

### 英國班機確診爭議
2020年12月27日，一架自英國返台的班機，机上114名旅客中有3人確診感染由变种病毒引发的冠状病毒病。消息传出后，民众开始質疑衛福部長陳時中的因應政策，國民黨立委鄭正鈐批评称：「英國的大明可以來，大陸的小明不行來」，又称全球已有40多个国家和地区對英國採取封鎖措施，但陳仍認為，毋須比照他國對英國下禁令，因此此做法被认为是雙重標準。其后在2020年12月30日，疫情指揮中心宣布從2021年1月1日起，禁止無居留證外籍人士入境，觀察期一個月。但台灣民眾的外籍、陸港澳籍配偶、未成年子女及經專案許可者不在此限。

### 協調放寬機師檢疫3＋11日
2021年4月28日時，華航機師罹患2019冠状病毒病的情形持續擴大。先前中央流行疫情指揮中心曾宣布放寬國籍航空機組員返國檢疫措施，由「5＋9」（居家檢疫5天採檢陰性再自主健康管理9天）調整為「3＋11」（居家檢疫3天採檢陰性再自主健康管理11天），外傳是因為4月1日民主進步黨籍立法委員范雲邀相關部會開協調會導致。范雲表示她在該年2月底收到桃園市機師職業工會陳情，工會表示該年1月1日起居家檢疫政策從「3+11」（始於2020年，約維持9個月）調整為「5+9」後，長程航班機組員因為長期處於檢疫、值勤、檢疫的循環，陷入失眠、精神力大等身心失調危機，恐怕影響航空安全。因此她才邀集衛福部、交通部等相關部會協調，讓行政部門根據專業及職權調整政策。她也表示同年3月30日民航局曾向指揮中心提案免除組員居家檢疫。
民眾黨立委邱臣遠在2021年5月28日上午詢問中央流行疫情指揮中心指揮官陳時中，陳時中稱「3+11」會議是副指揮官陳宗彥主持。隔日下午疫情記者發佈會時，陳時中改口稱陳宗彥未參加「3+11」決策會議，并强調「指揮中心政策都由我來負責」。
2021年5月31日，衛福部疾管署表示，3+11調整經中央流行疫情指揮中心跨組討論，未作成會議記錄，再次引發各界質疑；疾管署表示，未來針對6月12日後未接種新冠疫苗之長程航班機組人員，將調嚴為5+9模式。

### 屏東枋山疫調爭議
Delta變種病毒侵襲屏東，當地居民戒慎恐懼！設籍台中市的祖孫2021年6月6日從秘魯返國，從機場就直接坐防疫車南下娘家屏東枋山居檢，2021年6月14日確診，屏東縣政府未即時疫調引發質疑，屏東縣政府表示，當時的疫調主責應由台中市政府接手。對此，台中市長盧秀燕臉書回應「檢疫地點為屏東縣枋山鄉，按中央規定，居家關懷由當地縣市政府處理。」雙方爭執不下，指揮官陳時中今天回應了，他認為「所有的工作是在發生確診地方衛生局為主」也就是屏東縣政府！

### 強制隔離爭議
2021年6月29日，高雄鳳山區一棟大樓傳出新冠肺炎「陽性」病例，市府緊急召回大樓一百多名住戶採檢，並強制送防疫旅館隔離14天；高雄知名行政法律師林石猛今在個人臉書發文，質疑市府法源依據，要市長陳其邁給個說法。高雄市衛生局簡任技正潘炤穎解釋，陽性個案與2021年6月24日公布確診者住同棟樓，但不認識，研判大樓至少3人感染，不排除疫情擴大才採取強烈措施。

### 送錯確診者爭議
2021年12月22日，台北市發生送錯確診者爭議，觀傳局表示，該案防疫旅館有跟衛生局確認需送醫房客資訊， 但因雙方資訊不一致導致送錯房客，市府內部已經有檢討流程；觀傳局已請防疫旅館被通知請房客就醫或採檢時，務必確實核對房客資訊。

### 病房監視器爭議
2022年3月13日，法國駐台記者阿德里安．西莫爾（Adrien Simorre）從法國來台居家隔離第五天被驗出武漢肺炎陽性後遭救護車帶走隔離。西莫爾在Twitter發文表示，他在一個監視器對準他病床的病房裡隔離了8天，並質疑這樣的作法是否違法？西莫爾認為這樣的作法有點過頭了。外交部在2022年3月14日晚上獲知訊息後，隨即通報指揮中心。外交部發言人歐江安今早回覆呷新聞，防疫指揮中心有完整掌握，於2022年3月15日下午2時記者會說明。另外外交部已主動與法國駐台記者聯繫，提供他所需的協助。
歐江安表示，另外在台灣無論是本國人或外國人，一旦檢驗確診陽性，所接受治療及相關配備都是ㄧ視同仁。約診者在隔離病房的配備有醫學專業需要及考量。另外，針對「8天被監視器監控」的情形，歐江安強調監視器監控「8天」並非事實，因涉及個人隱私不便對外公開詳細內容。

前檢察官、現為律師的張靜則針對此案表示現在台灣很多的防疫作為都過頭了：「我不敢說違法，因為現在都可以假防疫之名行違反人權之實。」 張靜律師當時強調台灣的防疫旅館是強迫入境者與染疫者必須進駐，並覺得費用為何是由當事人負擔，他以嫌犯或受刑人被關至監獄與看守所為例，認為同樣是政府限制人民自由：「憑什麼你要把我關到防疫旅館，而費用要我負擔？」

### 公布確診者地址爭議
2022年3月29日，中和確診社區地址曝光，對於媒體詢問，為何過去都不透露清楚的資訊，這次卻很明確公布社區地址，陳時中則在記者會中回應，公布之後大家比較容易知道關係，而且是在一個區域內東一個、西一個，都在同一個範圍，連一連之後就知道在那幾棟裡面，算是蠻密集的。

## 爭議言論

### 「不用戴口罩」言論
2020年2月初，中央防疫中心諮詢專家，台大醫學院教授黃立民與張上淳建議，宣導健康者於開放空間無須戴口罩。2月8日中央防疫中心指揮官陳時中進一步表示搭乘大眾運輸不用戴口罩，引發社會譁然。主要質疑點在於大眾運輸如公車、捷運車廂多為密閉空間，病毒比開放空間更容易傳染。此舉極可能反倒促進病毒傳染。

### “年轻人防疫松懈”言论
2021年6月3日，陳時中在疫情指揮中心记者会上表示20~39歲的年輕人「防疫鬆懈」，確診比例升高至25.2%，引發台湾网民的不满，批评陳時中「乾脆宣布叫年輕人不要上班不是比較好」、「可憐，沒紓困只能上班還要被嘴」。「重启核四」公投领衔人黄士修更在脸书发起「对不起，是我防疫松懈了！」第一届年轻人向陈时中道歉大赛。

### 「自主應變」言論
2022年4月20日，陳時中表示，近期確診人數多，來不及通知的案例請大家自主應變。

### 「沒篩沒確診」言論
2022年5月，有醫護人員在網路指出，目前醫療院所的篩檢方式，只有護理人員、病人、住院醫師要篩，主治則不用篩，表示「不篩就不會確診。」針對此狀況，陳時中則呼籲，還是希望大家確診後能提早休息、避免傳給太多人。他同時強調，目前政策不是清零，而是把自己健康顧好，會漸漸走向歐美國家方向，坦言「台灣正朝共存的路走。」

## 疫苗爭議

### 強制打疫苗爭議
2021年12月17日台北市副市長蔡炳坤表示，既然要強制接種2劑疫苗，要搭配罰則才能達到效果。

### 自選廠牌爭議
- 2021年2月21日，陳時中表示，可選新冠疫苗廠牌才能兼顧民衆選擇權，讓疫苗發揮最大功效[171]。
- 2021年5月30日，國民黨台北市議員徐巧芯發文爆料，疾管署網站QA頁面明確指出「民衆不得挑選廠牌」。文章貼出不久後，疾管署網站相關內容已被緊急刪除[172]。
- 2021年6月1日，陳時中在疫情記者會中表示，正在規劃開放自費接種民衆自選廠牌，並稱雖然有規劃讓自費接種的民眾選擇廠牌，但可能會因疫苗供應量不同等問題導致延遲施打，因此就各國經驗來看，及早施打是比較好的選擇[173]。

### 國產疫苗爭議
- 2021年5月28日，前副總統陳建仁接受民視專訪時稱，自己與妻子先前接受高端疫苗二期人體試驗，在施打完畢後並無不適[174]。媒體報導，前副總統陳建仁關注新冠肺炎疫苗規劃施打進度，也參與中研院負責的高端疫苗解盲工作，但中研院於5月28日發出澄清稿聲明，疫苗解盲工作不屬院内權責[175]。
- 2021年5月30日，中央流行疫情指揮中心發言人莊人祥證實，衛福部疾管署已於5月28日與高端、聯亞兩家國產疫苗廠簽約，各採購500萬劑，含開口合約最多各採購1000萬劑[176]。但兩家廠商疫苗均未開始三期實驗，引發爭議。指揮中心對此回應稱，由於生產疫苗原料短缺，生產檢驗程序至少需要2到3個月，因此採用預購的模式；AZ疫苗及莫德納疫苗亦是預先採購，採購時都是正值二期實驗或三期臨床試驗未完成前[177]。
- 資深媒體人趙少康推測，疾管署大批量採購國產疫苗，大概看苗頭不對，日本要捐AZ疫苗給台灣，某企業老闆要捐500萬劑BNT、佛光會要捐50萬劑嬌生，高端股價可能會因此重挫[178]。防疫相關類股票在台灣本土疫情升溫下，漲勢凌厲，尤以疫苗股高端領軍，在2021年5月17日疫情最恐慌的當天，高端股價衝上417元歷史新高價，今年以來漲幅超過3倍。高端疫苗在獲政府訂單支持後，2021年5月31日股價開平重摔跌停，利多出盡意味濃厚[179]。
- 2021年5月31日，蔡英文在總統府發表視訊談話稱，以現有國際疫苗供給情況，如果自身沒有供給能量，會處處受制於人，因此，擁有自己可以供應的疫苗，是國家戰略優先目標。同時，對於外界質疑炒作國產疫苗從股市獲取不當得利，蔡英文嚴重聲明，相關財產申報資料公開透明，大家可以查證，政府也進行內部清查，相關政務人員沒有炒股問題，若有人提出具體指控，歡迎提出證據，一定依法嚴查；若沒有證據，也呼籲勿抹煞投入疫苗研發人員的努力[180]。

### 資格順序爭議
- 2021年5月30日，前立委黃昭順曾到高雄義大醫院大昌分院施打AZ疫苗，引發各界關於其施打疫苗資格的爭議，並被質疑作爲非一線醫務人員特權凌駕防疫之上[181]。5月31日，高雄市長陳其邁於防疫會議回應稱，黃昭順不在高雄的造冊名單，高雄市的原則很簡單「没有在造冊名單裡面、就不是施打對象」，按照造冊名單逐序施打[182]。5月31日，台北市議員梁文傑表示，已向北市衛生局詢問並確定，就算黃昭順現在有執業或開藥房，如果不是在醫院或檢疫所的第一線人員，這一波是不會列入施打名冊的。對此黃昭順本人回應，自己是藥師，只是登錄在台北市，之前有接獲通知要前往施打，不過經過詢問家庭醫師後，最後使用醫護施打剩下的疫苗來打，是希望不要浪費疫苗能妥善利用[183]。院方則聲明，是經她要求避免其再南北奔波，在不影響任何衛生局端造冊安排需接種者情況下，協助疫苗注射[184]。6月1日，黃昭順表示，她卸下政治工作後，重操藥師舊業，確實在診所服務，大疫當前，一位基層藥師接種疫苗實在不該占用媒體版面，也不願隨有心人士起舞，但此時此刻全國上下忙抗疫，造成各界關注深表歉意，期待人民需要的疫苗能早日到位，別再讓人民苦等、不安。高雄市衛生局簡技潘炤穎說，對義大大昌醫院做法給予嚴厲警告，在接下來疫苗接種順序上，將嚴格監控避免類似情形發生[185]。
- 2021年6月8日，張榮味遭爆料已先施打疫苗，但其非中央疫情指揮中心所公告之第一、二順位之施打對象，也無醫療人員相關背景，被外界質疑是否是因爲妹妹為時任雲林縣長而動用特權施打疫苗。對此雲林縣長張麗善表示：「自己是地方疫情指揮官，她與哥哥張榮味住前後院，自然相處時間多，有時也會一起用膳，所以符合中央及地方政府防疫人員及高接觸風險第一線工作人員等實施計畫，第1類至第3類對象之同住者公費接種疫苗對象。」。然而許多人仍舊質疑同住對象實際上非疫苗施打對象，使否是濫用特權仍有待查證。[186]
- 好心肝新冠肺炎疫苗施打爭議事件被爆違法私自打疫苗。6月7日，自台北市政府衛生局領取15瓶AZ疫苗，並於次日再獲得100瓶，合計115瓶[187]，本來應該用於2021年6月2日中央疫情指揮中心發佈對醫事人員及診所行政人員施打疫苗。卻於深夜替非第1到第3類之一般民眾（接種對象為好心肝基金會、好心肝診所志工及肝病基金會志工）1285人接種，市府裁罰200萬元並取消預約合約診所資格。
- 禾馨診所，於2021年5月31日至6月8日，分5次取得85瓶疫苗。除第1到第3類對象外為小禾馨診所的3間關係企業（禾馨股份有限公司、禾膳股份有限公司及禾馨月子中心）工作人員接種疫苗。小禾馨小兒專科診所違規施打3人、禾馨民權婦幼診所違規施打14四人、小禾馨士林小兒專科診所違規施打18人、小禾馨懷寧小兒專科診所違規施打46人，總計違規施打81人[188]。市府總共裁罰230萬元並取消疫苗合約診所資格。2021年6月23日，禾馨診所醫療營運長表示基於公司人力配置及符合政府法規才會讓關係企業員工接種疫苗[189]。
- 好心肝及禾馨診所取得疫苗係2021年6月9日台北市疫情指揮中心會議中（台北市市長柯文哲）裁示，0602專案必須在期限內盡量打完，因此在期限的壓力下，衛生局遂陸續核發疫苗至施打院所。此舉在尚未實施大規模施打疫苗（2021年6月15日前），府內政策並未同意任何診所可以直接對診所人員做施打所以已經違背當時的政策，涉有行政違失[190]
- 合眾診所，自中正區健康中心取得2瓶疫苗後依造冊名單為第1類人員施打，該名單有51人，6月8日17時30分許台北市衛生局詢問時尚有37人未施打。當日18時30分將疫苗送到診所並接種後還有14名已造冊第一類人員尚未接種疫苗快人[191]。查無為第1到第3類對象以外人士接種。

### 混打爭議
- 2021年7月15日，近來各縣市都傳出有民眾或醫師闖關混打不同廠牌的疫苗，指揮中心副指揮官陳宗彥表示，將請縣市接種站加強資料核對，刻意闖關混打者將由法制組研議是否開罰。[192]

### 劑量錯誤事件
- 2021年9月27日，負責在新北市鶯歌區永福宮進行BNT疫苗接種作業的恩主公醫院團隊，疑似將瓶蓋掉落之散裝疫苗誤以為是已稀釋完成疫苗，未經過再次確認即進行施打[193]。讓25人（11位男性、14位女性，年齡分布18歲至65歲）遭施打尚未稀釋之疫苗原液（可供150人施打），目前這25人狀況正常，負責施打的恩主公醫院接種作業遭暫停並檢討。
- 2021年10月3日，新北市衛生局長陳潤秋公布調查報告，恩主公醫院因未落實疫苗作業管理程序，裁處最高罰鍰新臺幣25萬元[194]。

- 2021年10月4日，台中大里區仁愛醫院也出現新冠疫苗接種劑量錯誤，只是這回是AZ疫苗原本應打0.5CC卻只打0.1CC，目前院方除召回受影響的40多人再補注射，也成立專案小組進行關懷，台中市衛生局也對該醫院接種公費疫苗進行停權處分[195]。

### 廠牌錯誤事件
- 2021年11月4日，屏東安泰醫院上午施打疫苗，誤將預約第二劑莫德納的88人打成AZ疫苗。[196]

### 擋疫苗爭議
- 2021年4月1日上海復星表態願賣BNT疫苗給台灣。中央流行疫情指揮中心發言人莊人祥今天表示，台灣依法不可進口中國大陸製疫苗，也未接獲德國BNT通知要台灣和上海復星洽談。[197]
- 2021年5月12日疫情指揮中心指揮官陳時中表示各縣市可自行採購疫苗。[198][199]
- 2021年5月13日疫情指揮中心指揮官陳時中今天重申，疫苗應由中央統籌處理，[200]
- 2021年5月22日疫情指揮中心指揮官陳時中今天表示，各界頻頻放話，但衛福部根本沒收到任何人前來申請。[201]
- 2021年5月25日民進黨立委王定宇稱：香港第一批的BNT疫苗離過期「只剩下3個月的時間」，「有一股力量拼命的遊說推銷上海復星供港澳的這批『復必泰（BNT)』，這股力量能夠讓部分藍營首長、立委、名嘴、媒體多少都要出來喊二句『購買上海復星的BNT』，希望形成壓力，逼台灣政府接受這批貨，有趣的是聲音很大，但是沒有半個人主動提出申請」。[202]
- 2021年5月26日中國大陸國台辦表示，已有民間機構願意向台灣捐贈疫苗；疫情指揮中心指揮官陳時中今天回應，「他們沒打的，我們有一點興趣，他們在打的，我們不敢用。」[203]
- 2021年5月26日民進黨不分區立委范雲表示跟代理商買，出問題是誰負責？[204]
- 2021年5月27日民進黨立法院黨團總召柯建銘證實郭台銘求助，欲購買500萬劑的BNT疫苗。[205]
- 2021年5月28日疫情指揮中心指揮官陳時中28日面對立委質詢時，仍稱上海復星醫藥集團代理的輝瑞BNT疫苗為中國代工品，雖是德國原液但在中國封裝。[206][207]
- 2021年5月28日疫情指揮中心指揮官陳時中公布地方政府或企業疫苗專案輸入流程，強調申請者務必是藥商，並檢送一定資料，送食藥署審查後才能使用。[208]
- 2021年5月29日鴻海集團創辦人郭台銘，宣布要向指揮中心提出申請，進口500萬劑德國生產的BNT疫苗，還特別強調，如果核准，將由德國空運、直送台灣，沒有任何代工、分裝的模糊空間。[209][210]
- 2021年5月31日慈濟表態跟進捐贈疫苗，採自購與追加「2方案」。[211]
- 2021年6月1日鴻海公司與永齡基金會專案申請疫苗進口，已完成主管機關所需8項內容，並備齊公文與文件，於今中午12時向衛福部食藥署遞件完成。[212]
- 2021年6月1日醫師李秉穎在網路節目中談到，郭台銘談的這批BNT疫苗，聽說快要過期。[213]
- 2021年6月3日疫情指揮中心指揮官陳時中表示，永齡基金會委託台康生技提出申請購買的BNT疫苗，資料相對完整，唯一缺的就是沒看到原廠授權書，將聯繫永齡提供。[214]
- 2021年6月3日衛生福利部疾病管制署長周志浩表示疫苗在國際上非常搶手，「掮客、騙子真的非常多」。要求企業繳交相關文件，是為了確保企業取得的疫苗是來源可靠、輸送過程獲得確保。[215]
- 2021年6月3日疫情指揮中心發言人莊人祥強調，「不預設立場，靜待永齡提供的授權書」。[214]
- 2021年6月3日疫情指揮中心指揮官陳時中表示「我幾乎敢這樣講，現在就是買不到。」[216][217]
- 2021年6月8日藍委批卡郭董捐疫苗，行政院長蘇貞昌爆料「他（郭台銘）手上沒有疫苗啊！」[218][219]
- 2021年6月9日行政院長蘇貞昌說郭董想買、還得看原廠要不要賣，畢竟「疫苗跟口袋裡面的錢不一樣」。[220]
- 2021年6月12日疫情指揮中心指揮官陳時中表示，同意從原先必須有「原廠授權書」改為只需附「原廠出貨證明」。[221]
- 2021年6月18日永齡基金會執行長劉宥彤開嗆：若政府不需要郭台銘買BNT「直接告訴我們」。[222][223]
- 2021年6月18日台積電和鴻海永齡基金會的代表，18日下午四點前往總統府和總統蔡英文會面,會談達成12字共識：原廠製造、原廠包裝、直送台灣。行政院將儘速發函授權兩家企業。[224]
- 2021年6月19日疫情中心指揮官陳時中：「我們沒有要繞過代理商，因為代理商不是製造商，對不對我們要有製造，我們要原廠製造。」[225]
- 2021年6月23日慈濟基金會向食品藥物管理署遞件申購BNT疫苗，食藥署長吳秀梅表示，極難在遞件時就能附上原廠授權書，且食藥署也才剛收到文件，還需要審視其它資料，不足的仍要慈濟補完。[226][227]
- 2021年6月23日行政院發言人羅秉成今天表示，台積電與永齡基金會（鴻海）案係因緊急需要，採專案特殊採購安排，其他民間採購案件難以併案處理。[228]
- 2021年6月24日衛福部長陳時中表示，一次太多單位進行，會引發困擾。[229]
- 2021年6月25日台積電、永齡完成簽署，代表台灣洽購BNT疫苗。[230]
- 2021年6月26日慈濟發新聞稿，懇請政府同意比照台積電、永齡基金會授權慈濟採購疫苗。[231]
- 2021年6月26日慈濟創辦人證嚴法師與總統蔡英文用視訊會面，談論購買疫苗相關事宜。蔡英文表示「我跟大家保證，政府一樣會積極處理。今天，我透過視訊和證嚴上人通話，也請指揮中心依照實際疫苗計畫需求，與慈濟進行討論，協助相關作業進行。」[232]
- 2021年7月1日行政院宣布成立「慈濟疫苗採購專案」，循台積電與鴻海永齡模式。[233]
- 2021年7月9日行政院發言人羅秉成表示，政府已於昨天（9日）簽署並出具必要之法律文件予慈濟基金會，以利其辦理後續採購疫苗事宜。[234]
- 2021年7月11日上海復星宣布與台積電、鴻海簽訂1000萬劑BNT合約。[235]
- 2021年7月12日行政院發言人羅秉成表示，本次疫苗採購捐贈符合「原廠製造、原廠標籤、直送台灣」的三大原則。[236]
- 2021年7月12日中廣董事長趙少康指出，如今蔡政府又在意識形態作祟下，要為台灣量身趕製「沒有復必泰」標籤的包裝，拖延4周才能到貨。[237]
- 2021年7月12日中央流行疫情指揮中心指揮官陳時中淡淡一句話回應，強調「貼標籤是整個疫苗製造最不花時間的事情」。[238]
- 2021年7月13日縣市想採購疫苗，行政院發言人羅秉成說，目前看來沒有開啟新專案的必要。[239]
- 2021年7月21日慈濟基金會宣布與復星實業順利簽訂「500萬劑BNT疫苗」採購合約。[240]
- 2021年8月27日為了搞定對「復必泰」三個字很有意見的民進黨政府，永齡∕鴻海團隊和台積電分工合作，前者主外和ＢＮＴ談判，後者負責說服民進黨政府接受。[241]
- 2021年8月27日指揮中心指揮官陳時中透露，鴻海創辦人郭台銘先前與BNT高層會面催貨，對於疫苗標籤有中文「復必泰」，則是台積電告知。[242]
- 2021年9月2日首批93.2萬劑BNT疫苗抵台。[243]
- 2022年4月1日是否再捐疫苗，郭台銘透露他去年8月返台後一直談到現在「沒有answer（答案）」。指揮官陳時中強調，目前疫苗足夠，BNT疫苗採購管道已打開，合約談好即可，國家可自己買。[244]

- 2022年10月20日衛福部長薛瑞元中午接受媒體採訪時透漏，陳時中擋掉了疫苗騙子上千萬到上億的利益，有可能懷恨在心攻擊陳時中擋疫苗。[245][246][247]
- 2023年5月9日郭台銘回憶2021年6月17日他接到李大維的一通電話，李告訴他：「這個大小姐說，你還是不要買了。」[248]
- 2023年5月9日海基會9日上午透過書面表示，對於外傳總統蔡英文曾派李大維傳話，要求郭台銘不要購買疫苗一事，「經幕僚向李大維董事長查證後確認並無此事」。[249]
- 2023年5月9日立法委員曾銘宗表示，當時工商協進會也有安排見薛瑞元，結果隔天時任行政院副院長、現任總統府資政沈榮津就打電話說「你們不要買啦」。[250]
- 2023年5月9日，媒體公開了郭台銘當時與BNT公司洽談疫苗購買的電郵，指台灣與BNT採購疫苗案因政治壓力未果，但郭台銘仍在知情後於社群媒體上指控政府阻擋疫苗。對此，郭台銘辦公室則回應媒體公開的電郵，正式坐實了執政黨為了意識形態犧牲人民生命安全的證據[251]。

## 快篩爭議

### 離島快篩爭議
2021年5月金門縣、連江縣和澎湖縣向中央爭取在台灣本島機場建置快篩站未獲回應，許多民眾憂心病毒藉由搭機旅客傳播，盼在第一時間將病毒阻絕於機場。2021年5月20日全國防疫會議上金門縣再次提出相關建議，中央流行疫情指揮中心告知金門這種防疫方式並不理想，一旦做出上述區隔，各縣市起而效尤，恐破壞生活圈。
2021年5月23日金門縣政府發出公告，自24日到訪金門的旅客，需要提供3日内新冠肺炎檢驗陰性報告，無法提供者需要接受快篩。24日凌晨中央流行疫情指揮中心宣佈金門縣違反《傳染病防治法》第卅七條第三項的規定，金門機場的快篩站連夜拆除，金門縣縣長楊鎮浯早上前往金門機場，在媒體前批評快篩站被拆除。原本打算實行快篩的澎湖縣暫停計畫，並呼籲「離島資源的承受力不如本島，盼中央可以因地制宜。」5月25日凌晨金門同鄉會發表聲明支持楊鎮浯的入境快篩政策，「請陳部長留給金門人一條生路」。同日中央流行疫情指揮中心同意金門縣、澎湖縣、連江縣等3離島，在符合篩檢流程條件及後送配套流程下，提供自願性採檢服務，但不能強制採檢。金門縣表示會維持原計畫，重設金門機場的快篩站，26日中午啓用。
2021年5月31日，中央流行疫情指揮中心表示，同意交通部民航局所屬臺北松山、臺中、嘉義、臺南及高雄小港航空站設立篩檢站。旅客搭乘國內航線前往離島時，應於搭機前填寫「健康聲明書」，現場有症狀者不可搭機，且應配合病毒核酸檢測；若為過去14天內有症狀者，須現場配合接受抗原快篩檢驗且為陰性，始得搭機。經抗原快篩檢驗陽性的旅客，將由航空站安排搭乘防疫計乘車送至衛生單位指定防疫旅館或集中檢疫所。
2021年5月31日，澎湖縣與連江縣都宣佈即日起入境者強制快篩，金門縣政府也表示將跟進實施。2021年6月1日，陳時中表示此舉違反傳染病防治法，將發函撤銷相關公告。

### 快篩實名制
指揮中心於2022年4月27日突然宣佈實施快篩國家隊，執行快篩實名制，造成市面上快篩被搶購一空，民眾排隊搶購快篩，造成快篩之亂。

### 快篩一個30元爭議
2022年4月27日，民進黨立委高嘉瑜在臉書發文表示「德國有30元唾液快篩」，並指出德國都是每天快篩後才出門。這言論被陳時中駁斥是「假消息」，希望民眾不要亂傳謠言，否則將開罰。不過後來卻被查到世界上真的有30元的快篩試劑，並發文附上圖片證明強調「這不是假消息」。

### 快篩廠商爭議
2022年4月29日，食藥署核准「福又達」公司進口韓國家用唾液快篩，不但申請僅2周就獲准，再加上被發現其創辦人正是高端疫苗總經理陳燦堅，因此引發外界圖利的揣測。
2022年5月，接下中央16.5億1700萬劑快篩試劑採購合約的快篩試劑廠商「高登環球生醫有限公司」被國民黨立法院黨團揭發前身是一家小吃店，資本額只有200萬。之後高登發表緊急發聲明「不參與投標」。

### 類普篩
2022年4月5日，指揮中心公佈基隆要類普篩，以快篩取代PCR，遭批評為新創詞語，將普篩說成類普篩。

## 民間和私人行為

### 名嘴冒用醫護照片事件
2020年3月13日，在台湾年代新闻中的突发琪想节目中，资深媒体人丁学伟利用手机中的照片讲述了有关新北市八里疗养院一名叫做赖碧莲的护理长，前不久曾参与第二批武汉台胞返台工作。并表示该名医护人员在武汉需要长时间佩戴口罩，导致脸部有勒痕。同时提到过，当她返台后，前来接机的卫生福利部长陈时中想与其合照，面对赖碧莲对于脸上勒痕感到不自信的推脱；陈时中则回答，勒痕一点也不丑，这是“光荣印记”。但随后，这张照片被人扒出本人为大陆最美医护人员的照片，并不是赖碧莲。该讯息在两岸尤其是大陆微博上引发了极大的争议，丁学伟随后也对于该情况在脸书上面公开道歉。但由于道歉的语言问题，导致被部分人批判为张冠李戴。

### 蔡依林陳奕迅合唱爭議
2020年4月3日，藝人蔡依林和陳奕迅合作演唱英文歌曲《Fight as One》在Youtube上公開。由於MV畫面中出現各國醫護人員的臉孔，卻沒有台灣醫護人員；且當中一幕且各國小朋友手舉感謝中國大陸的圖畫，被部分民众懷疑是為“掩蓋北京政府於此波疫情的責任”，引起爭議。數天後，台灣環球音樂與香港環球音樂在各自YouTube頻道上所發布的該曲倒讚數都超過讚數數倍。2020年4月6日，蔡依林於個人臉書專頁上發表一篇「此刻的我感到渺小」貼文，似乎是針對此段風波的回應。

### 粉紅色口罩事件
2020年4月，有家長表示男孩子擔心被同學嘲笑，不願意戴上粉紅色兒童口罩上學。而有關議題引起網上有不少人討論，很多人認為粉紅色跟性別的關聯是性別刻板印象。在2020年4月13日中央流行疫情指揮中心記者會中，所有5名與會人員均戴上粉紅色口罩，希望能破解性別刻板迷思。指揮官陳時中表示口罩用哪個顏色都是一樣的，稱粉紅色其實也不錯，其後自嘲「我小時候最喜歡看的卡通就是《粉紅豹》」。

### 口罩混充事件
2020年8月間，加利科技有限公司八里廠從中國大陸輸入數批約337萬餘片非醫療用口罩，於廠內分裝改標以醫療用名義混充醫療用銷售。
因此一事件造成口罩國家隊形象嚴重受損，2020年9月16日起，無論醫療用或非醫療用口罩，業者均須透過經濟部國際貿易局的「口罩輸入許可申請系統」進行報關始可進口非台灣製口罩，且所有當地製造之醫療口罩改為雙鋼印，並於同月24日起全面徵收；原訂至年底前全面徵收的計畫，因產能獲得舒緩的問題，在10月15日起改為定額徵收，並開放除實名制通路以外之店家販售。

### 陽性旅客搭機事件
立榮證實，一名旅客於2021年5月31日搭乘B7-511航班從松機飛往廈門，登記時他出示3天內的PCR報告，報告指出呈陽性，仍被放行上機。該名旅客抵達廈門後，在廈門機場檢測呈陽性，同機乘客亦確診。立榮表示，目前不清楚該名乘客如何離開隔離處所，在機場亦沒有如實填寫旅客健康聲明書，又指因防疫所需，旅客登機資料繁瑣，以致地勤人員未有詳細檢查旅客的檢測報告。消息傳至大陸，「台女子持陽性證明登機抵廈門」迅速登上微博熱搜第一名，當地網友看傻眼，痛批這是「蓄意投毒」。。儘管立榮航空已承认是櫃台地勤疏失，願意接受調查及究責，仍引發軒然大波。流行疫情指揮中心副指揮官陳宗彥表示，地勤只看了健康聲明，因聲明上寫著「無症狀」，所以沒完整檢視相關資料。民航局長林國顯表示，旅客有繳交證明，是櫃台地勤沒有詳細檢視，但該旅客確診陽性，理論上就不能動，并表示將移請衛生單位查處。中国大陆国台办发言人马晓光表示，中国大陆有关部门已经约谈立荣航空公司负责人并责令整改。对台湾居民违反防疫规定乘机，并填报虚假健康资料，有关方面将依法严肃处理。

### 蔡丁貴挺台產疫苗爭議
- 2020年6月3日，自由臺灣黨創黨主席蔡丁貴在脸书號召臺灣人施打國產疫苗，並發起「挽起袖子顧台灣」連署，卻自曝已在美國施打兩劑輝瑞-BioNTech疫苗[283]，引發輿論爭議[284]。
- 2020年6月4日，蔡丁貴在脸书發文回擊質疑稱，自己將參與台產疫苗的临床試驗，並稱「我選擇寧願死在戰場，不願意死在病床。自己的國家自己救！台灣人！」[285]

### 陳時中不戴口罩饮酒唱歌事件
2021年11月初，網路上传出陳時中參加一場聚會的影片，影片中陳時中高歌喝酒，有网民質疑此影片為三級警戒時期拍攝。其後衛福部回應表示，此段影片為2020年6月15日陳時中為下鄉宣導防疫新生活時期之后，接獲北上高雄友人的邀請，臨時去一個餐會會場唱歌便離開，行政院長蘇貞昌表示，有心人以過去影片造假（影片中標示的日期及時期並不正確），是非常惡劣的手法。2021年11月10日，國民黨台北市松山信義區市議員擬參選人田方倫再爆料陳時中脫罩歡唱的新影片，其后田方倫表示影片是一個醫界友人傳給他的，據了解是一場醫藥界餐會，香港《亚洲周刊》发文讽刺他为“脱罩歌王”。而國民黨文傳會主委凌濤则表示，陳時中的有关行为涉嫌違反防疫、菸害防制與公務員應利益迴避、不應出入不當場所等規定，应立即道歉並辭職下台。國民黨主席朱立倫表示「若是國民黨，早就已經下台」。其后陳時中在记者会上再次澄清该活動非在三級警戒期間；對於是否下台，他則反問，「是說喝酒就要下台？還是唱歌就要下台？」

## 備註
1. ↑  由於當事企業未說明是否為捐贈[27]，部分媒體認為此回答反映口罩為成都市官方購買[28][29]，事後證實口罩是由成都伊藤洋華堂所捐贈，總公司廣宣科人當時應該不知情，日本駐重慶總領事館表示伊藤洋華堂的80萬隻口罩確實為捐贈品，另有水户市向重庆市捐赠的醫用口罩。[30]